# Steinkreissäge

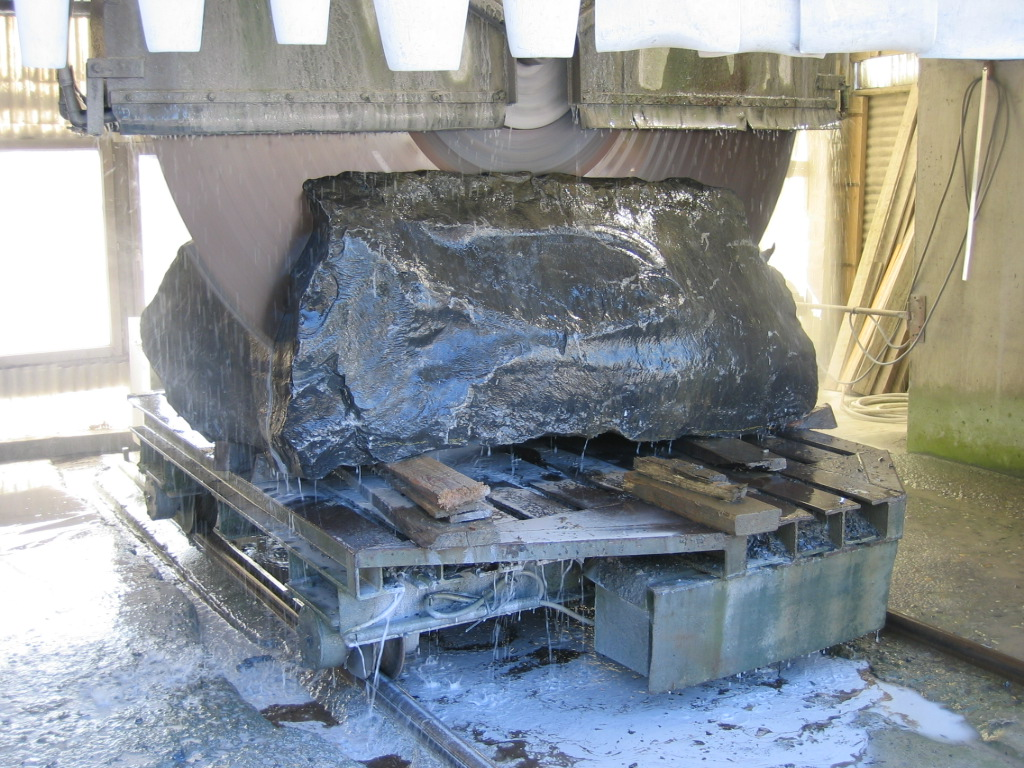
Steinkreissäge zerschneidet einen Kalkstein

Eine Steinkreissäge ist eine Werkzeugmaschine zum Trennen und Formatieren von Naturwerkstein. Elektromotoren treiben die kreisrunden Sägeblätter an, deren Durchmesser von etwa 20 cm bis 500 cm reicht. Die Sägeblätter bestehen aus einem Stahlkern, auf den diamantbesetzte Segmente (genannt Disken) aufgelötet sind. Durch Trennarbeit verschlissene Disken können ersetzt werden. Das wassergekühlte Sägeblatt schneidet sich durch einen Vorschub von etwa 2 bis 3 m je Minute und einer Absenkung von etwa 2 bis 3 cm pro Arbeitsgang durch die Steinplatten oder Steinblöcke.

## Maschinentypologie
Man unterscheidet in:
- Blockkreissägen (auch Blocksägen genannt) werden meist in der Vorfertigung von Grabmalen eingesetzt. Sie zerteilen Rohblöcke mit Sägeblättern mit Durchmessern im Normalfall von etwa 2,5 bis 3,0 Metern. Sie haben entweder eine halbautomatische oder eine CNC-Steuerung.
- Brückensägen (auch Fertigungssägen genannt) schneiden Platten und Tranchen auf das jeweilige Maß. Dieser Maschinentyp wird Brückensäge genannt, weil der Maschinenkörper, der Support genannt wird, auf einer metallenen Traverse (Brücke) bewegt wird, die sich außerhalb des Schmutzwasserbereichs befindet. Dadurch wird die Korrosion der metallenen Maschinenteile eingeschränkt.

Je nach Fertigungsprofil des Steinmetzbetriebs werden unterschiedliche Sägeblattdurchmesser verwendet. Bei einer Plattenfertigung werden Sägeblätter von 20 bis 40 cm Durchmesser, bei einer Grabmalfertigung werden Sägeblätter um die 40 cm und bei Restaurierungsaufgaben werden Durchmesser bis 120 cm verwendet. Die Brückensägen in den steinverarbeitenden Betrieben werden entweder elektrisch oder elektronisch gesteuert. Radiale Schnitte und Profilherstellungen sind mit diesem Maschinentyp ohne weiteres möglich, wenn diese Schnittstellen zu CAD-Programmen haben.
Daneben gibt es für spezielle Einsatzzwecke Steinkreissägen:
- Multiblattsägen sind Mehrblattsägen zum Herstellen vor allem von Fliesen und Platten
- Ausklinksägen sägen Ausklinkungen in Tranchen
- Kopfsägen sägen Plattenstreifen auf das jeweilige Maß ab (seitliche Begrenzungen werden von Steinmetzen als Köpfe bezeichnet)
- Fuchsschwanz sägt mit nacheinander aufgereihten Sägeblättern Natursteinfliesen
- Tagliabloccki (auch Teilblocksäge genannt) sägt Steinstreifen aus Rohblöcken und nicht nur Tranchen

Die Steinsägen fertigen Werksteine mit Zerspanungswerkzeugen. Diese Werkzeuge verwenden auch Steinsägen, die mit geraden Sägeblättern massive Rohblöcke aus Stein aufteilen; es handelt sich dabei um Gattersägen, und es gibt Seilsägen, die, wie der Name es sagt, mit Seilen Naturwerkstein formatieren.

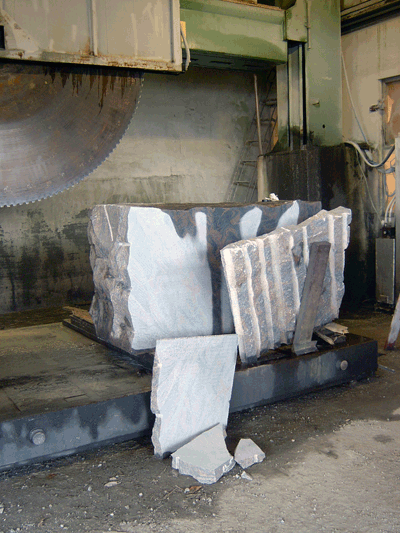
Blockkreissäge
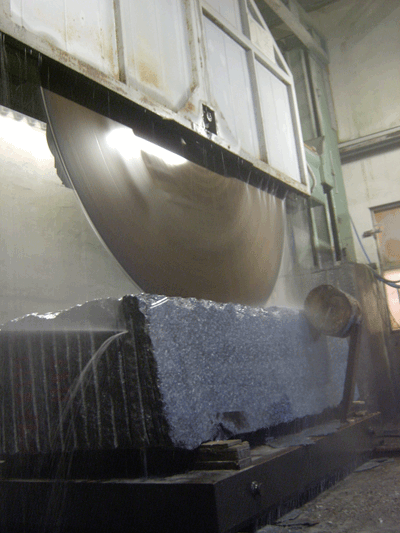
Steinsäge teilt Plattenstreifen auf (Schnittlinge)
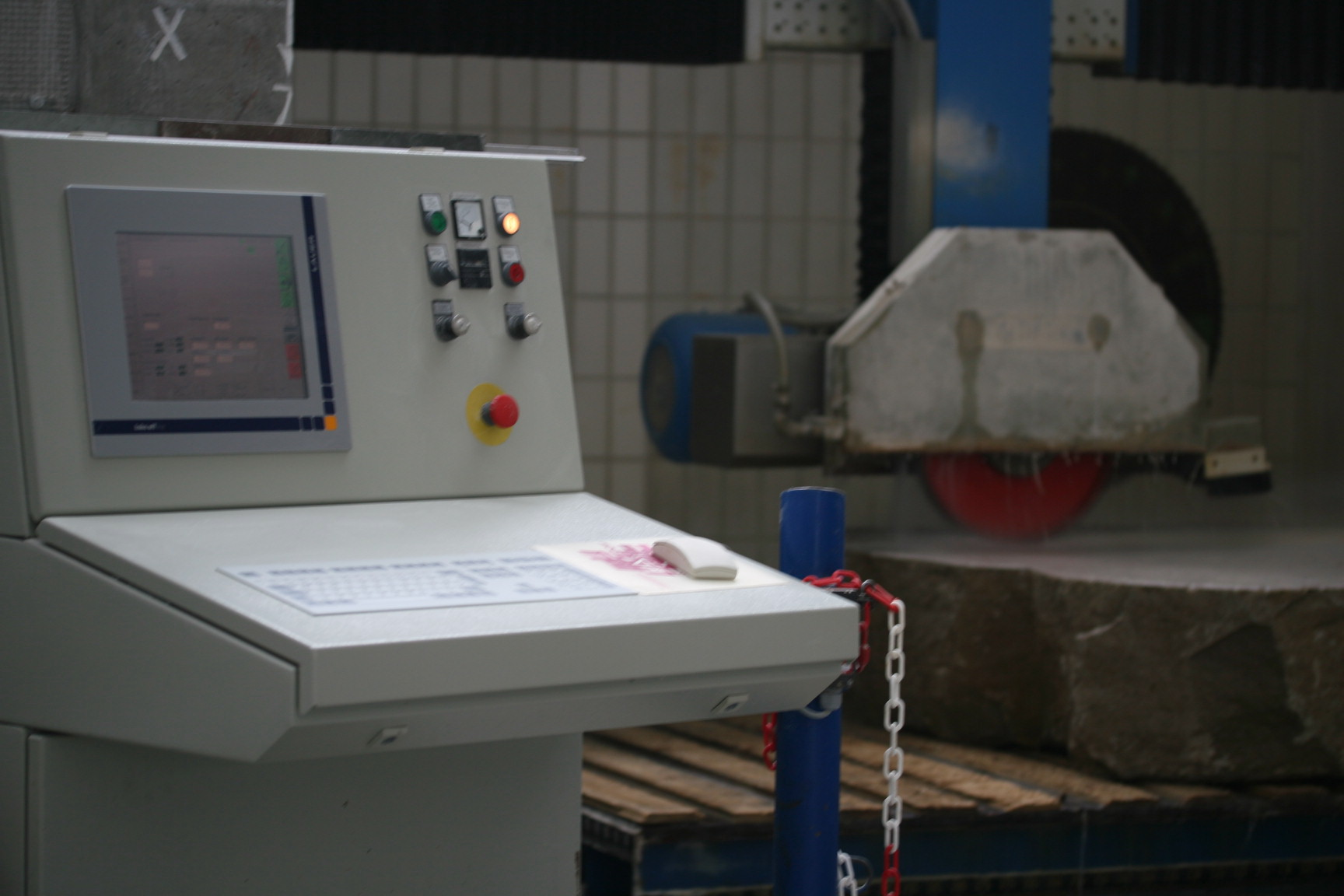
CNC-Steinsäge
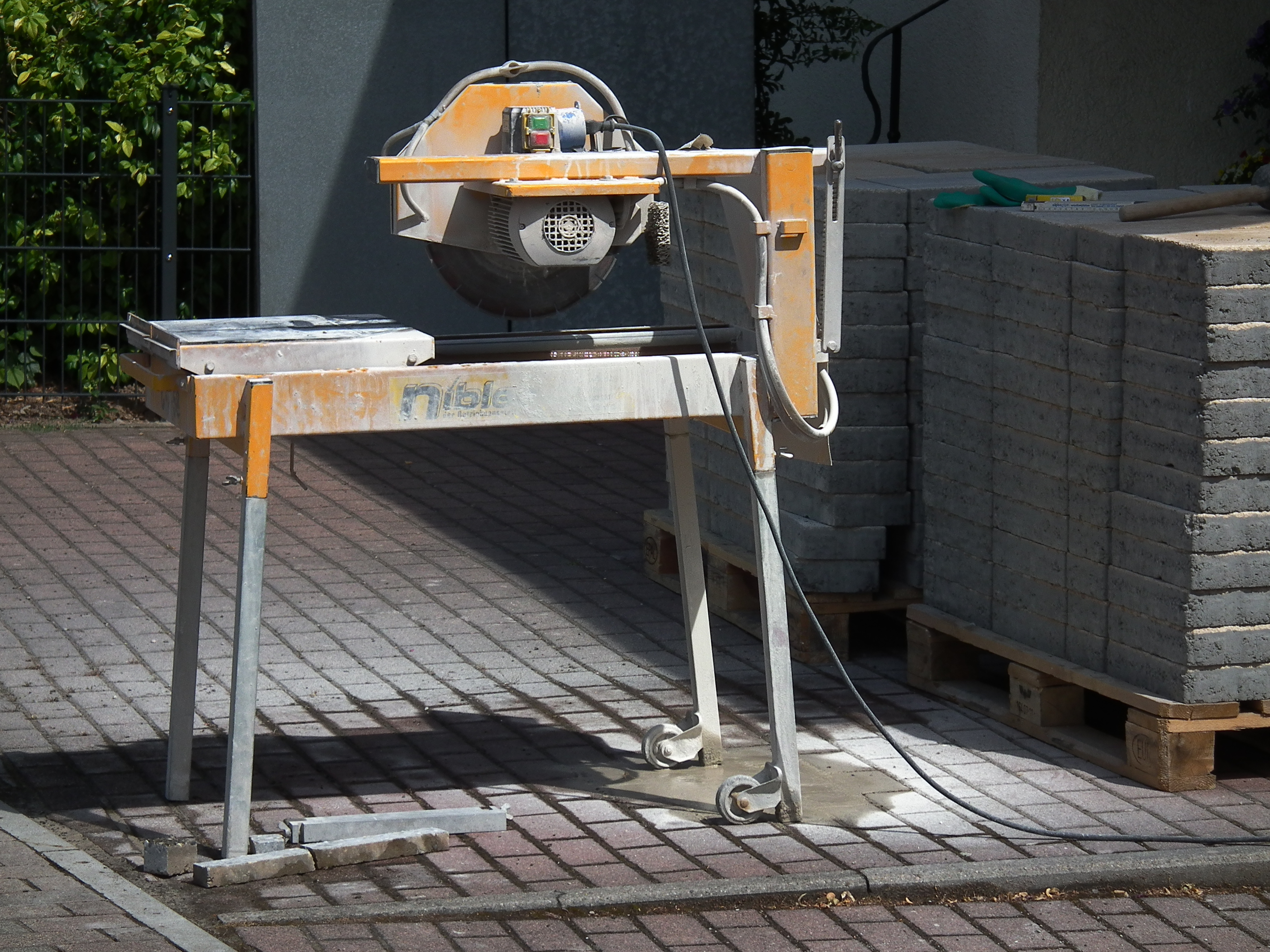
Transportable Baustellen-Steinsäge
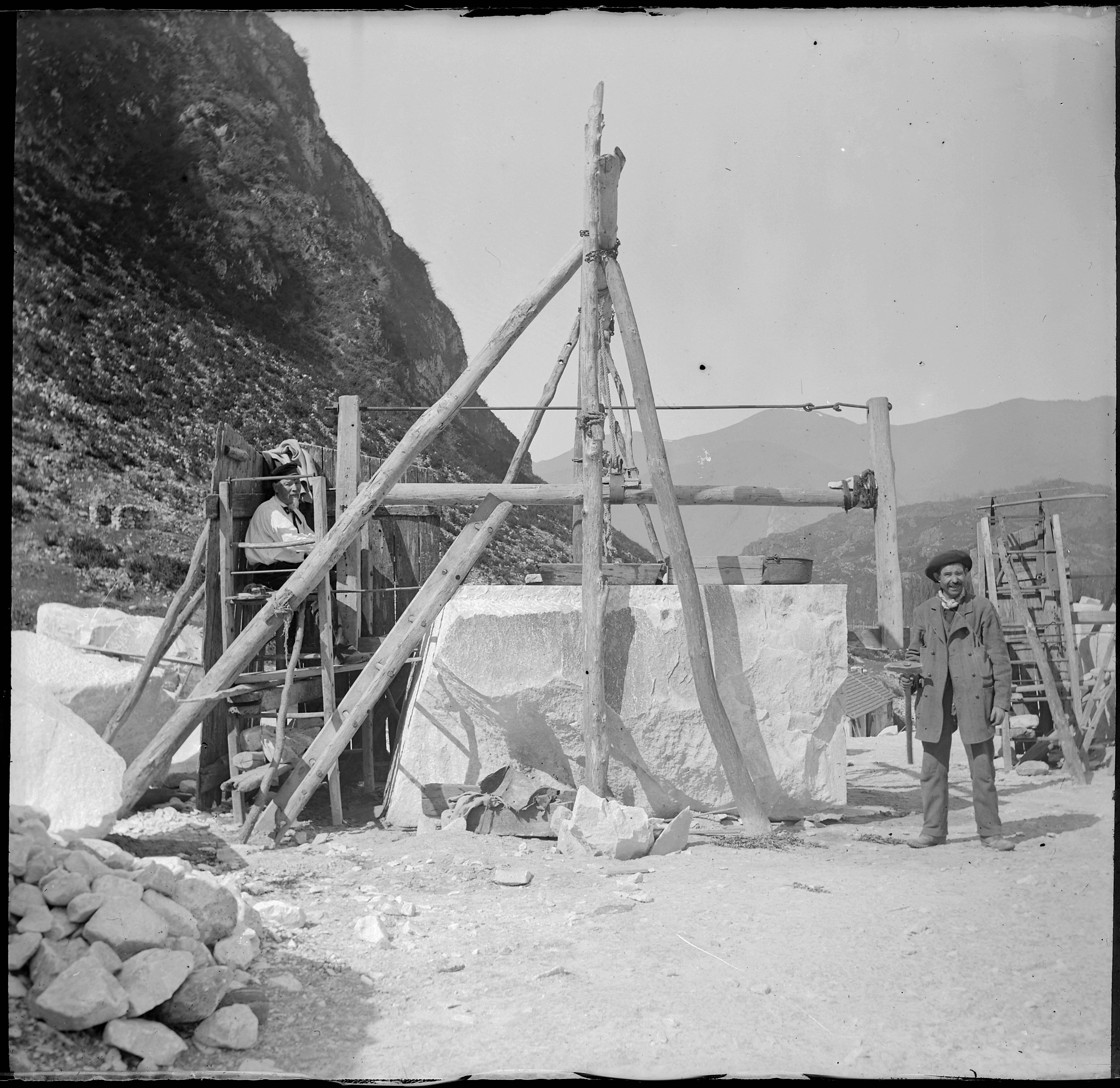
Historische Steinsäge für Weichgestein mit händischer Bügelsäge, ohne Kühlung

## Steinsägetechnik
- Schräme
- Gattersäge
- Seilsäge
- Wasserstrahlschneidemaschine